# Jiří Hrdina
Jiří Hrdina, född 5 januari 1958 i Mladá Boleslav, är en före detta tjeckoslovakisk ishockeyspelare.
Han blev olympisk silvermedaljör i ishockey vid vinterspelen 1984 i Sarajevo.